# François Mathey

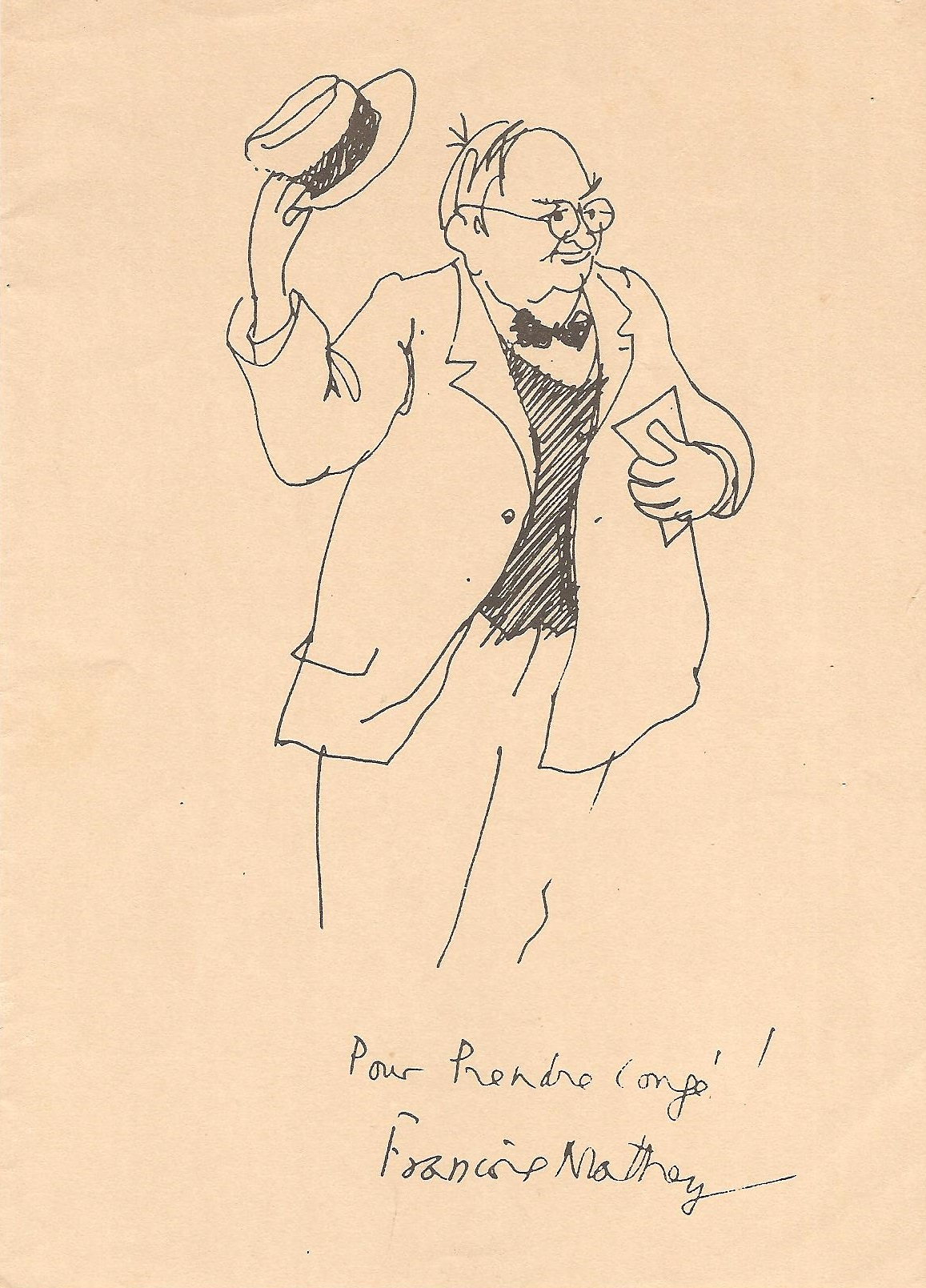

François Mathey (Ronchamp, 17 augustus 1917 - Coulommiers, 3 januari 1993) was een conservator en vervolgens hoofdconservator van het Musée des Arts Décoratifs (Parijs) van 1953 tot 1985.
- Biblioteca Nacional de España: XX1241843
- Bibliothèque nationale de France: cb11915073g (data)
- Gemeinsame Normdatei: 124539289
- International Standard Name Identifier: 0000 0000 8343 5798
- Library of Congress Control Number: n50043737
- Nationale Bibliotheek van Tsjechië: xx0016025
- Nationale Bibliotheek van Israël: 987007265006705171
- Nederlandse Thesaurus van Auteursnamen: 073048933
- Système universitaire de documentation: 027016439
- Union List of Artist Names: 500381557
- Virtual International Authority File: 51693107
- WorldCat: E39PBJwMF96mDHjvw9XdH94rMP